# ため息橋

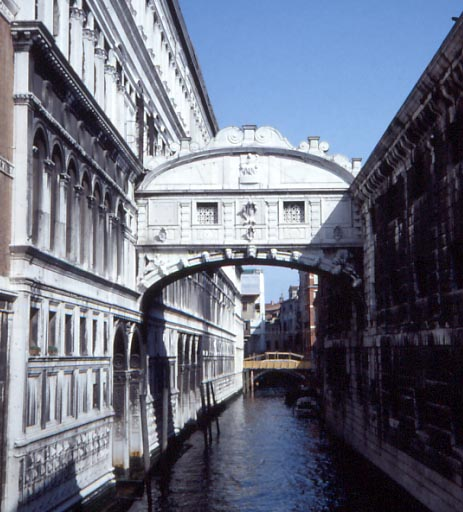
ヴェネツィアのため息橋

ため息橋（溜息の橋, 嘆きの橋, Ponte dei Sospiri ）とは、16世紀に架けられたヴェネツィアの橋の1つである。

## 概要
白の大理石で造られたこの橋には覆いがあり、石でできた格子の付いた窓が付けられている。Rio di Palazzoを渡り、ドゥカーレ宮殿（写真左手）の尋問室と古い牢獄（写真右手）を結んでいる。
ため息橋からの眺めは囚人が投獄される前に見るヴェネツィアの最後の景色であった。ため息橋という名前は、独房に入れられる前に窓の外からヴェネツィアの美しい景色を見られるのは最後であるというので囚人がため息をつくというところから、19世紀にジョージ・バイロンが物語詩『チャイルド・ハロルドの巡礼』の中でBridge of Sighsと呼んだのが初めである。実際には、厳しい取調べや略式の刑執行は橋が建設された頃には無くなっており、宮殿の屋根の下の独房も専ら短期刑の囚人のものであった。
現在は、ヴェネツィアの観光名所となっており、ドゥカーレ宮殿のそばで海側のバリア橋（Ponte.Paglia）がため息橋を眺めるスポットとして有名な他（上の写真はそこから見た景色）、1つ内陸の橋（写真の奥に見える橋）からも見ることができる。また、牢獄も公開されており、ドゥカーレ宮殿からため息橋を渡って、外の景色を眺めることも可能である。
地元の言い伝えによれば、恋人同士がこの橋の下で日没時にゴンドラに乗ってキスをすると永遠の愛が約束されるのだという。このため、橋の下の水路は、ゴンドラでヴェネツィアを観光する時の定番のコースとなっている。この伝説をモチーフとして、『リトル・ロマンス』（1979）という映画も作られている。
なお、イギリスのケンブリッジとオックスフォードには、ヴェネツィアのこの橋にちなんだ「溜息の橋」（The Bridge Of Sigh）という橋が架かっている。こちらは牢獄とは無関係である。ケンブリッジは、「ケム川に掛かる橋」がその名の由来であるが、大学にはケム川に掛かる橋は２つあり、その片方が溜息の橋である。橋は立入禁止。溜息の由来は学業でついていけない学生がつく溜息など、幾つかの噂がある。オックスフォードのものは、川ではなく、ニューカレッジ・レーンという通りの上にかかっており、ハートフォード・カレッジの２つの建物を繋いでいる。